# بخش ریچلند، شهرستان ماریون، اوهایو
بخش ریچلند (به انگلیسی: Richland Township) یک منطقهٔ مسکونی در ایالات متحده آمریکا است که در شهرستان ماریون، اوهایو واقع شده‌است.
 بخش ریچلند ۷۹٫۵ کیلومتر مربع مساحت و ۱٬۶۳۵ نفر جمعیت دارد و ۲۹۷ متر بالاتر از سطح دریا واقع شده‌است.